# LAROM
Le LAROM est un lance-roquettes multiple de fabrication roumaine attaché à un camion DAC-25.360 6x6. Il est en service dans les forces terrestres roumaines et construit en collaboration avec Israël. Actuellement, 54 systèmes sont en service, tous exploités par la 8e brigade d'artillerie mixte. Il a très probablement été influencé par le BM-21 Grad 122 mm qui était un système de lance-roquettes multiples entré en service dans l'armée soviétique en 1963. Ce lance-roquette multiple utilisant également un châssis de camion six par six équipé d'une rangée de 40 tubes de lancement de 122 mm disposés en forme rectangulaire qui peuvent être détournés de la cabine non protégée.

## Armement
Les conteneurs de modules de lancement standard LAROM contiennent 13 roquettes LAR Mk IV ou 20 fusées GRAD, avec deux nacelles sur un lanceur.
Le LAROM peut fonctionner avec le standard 122 mm, ainsi qu'avec les roquettes de 160 mm plus avancées avec une portée de frappe comprise entre 20 et 45 km,. Le GRAD 122 mm est utilisée pour supprimer et annihiler des cibles concentrées. Chaque roquette contient 18 kg d'explosif, a une portée d'environ 20 km et peut être tiré par salves allant jusqu'à 2 coups par seconde.
Les roquette LAR-160 de 160 mm utilisent des propulseurs solides composites. La fusée Mk IV est capable de prendre diverses ogives et est généralement équipée soit d'une ogive de type HE-COFRAM, soit d'une ogive à sous-munitions. L'ogive à fragmentation fonctionne grâce à un fusible électronique réglé à distance qui ouvre la cartouche de bombes à la hauteur calculée pour assurer une couverture de zone d'environ 31 400 m2 pour chaque ogive en grappe. Le LAR Mk IV a une portée minimale de 10 km et portée maximale de 45 km et peut être tiré par salves allant jusqu'à 1 coup toutes les 1,8 secondes.

## Galerie
- Tirs effectués par deux LAROM en 2019.

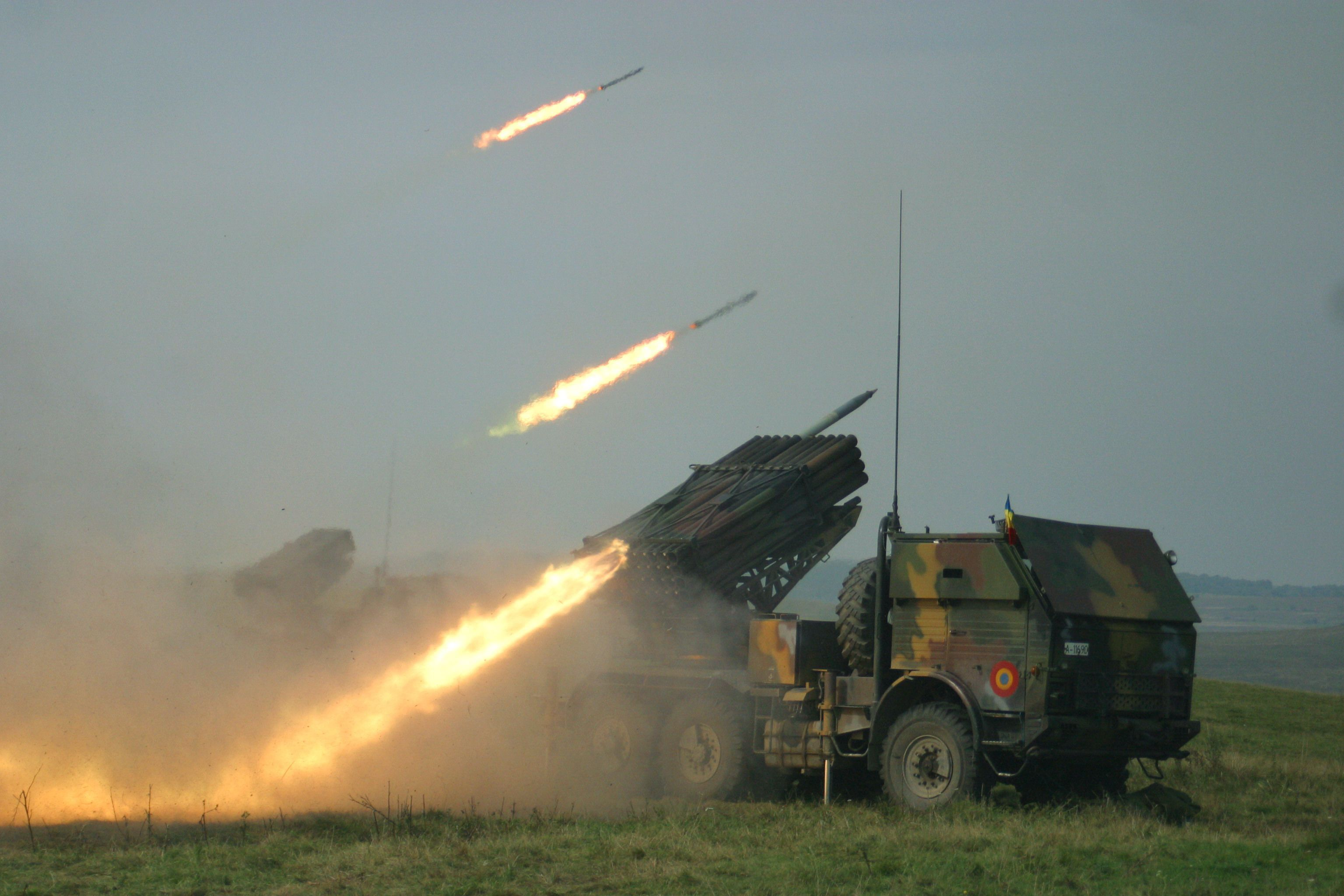
LAROM durant un exercice militaire
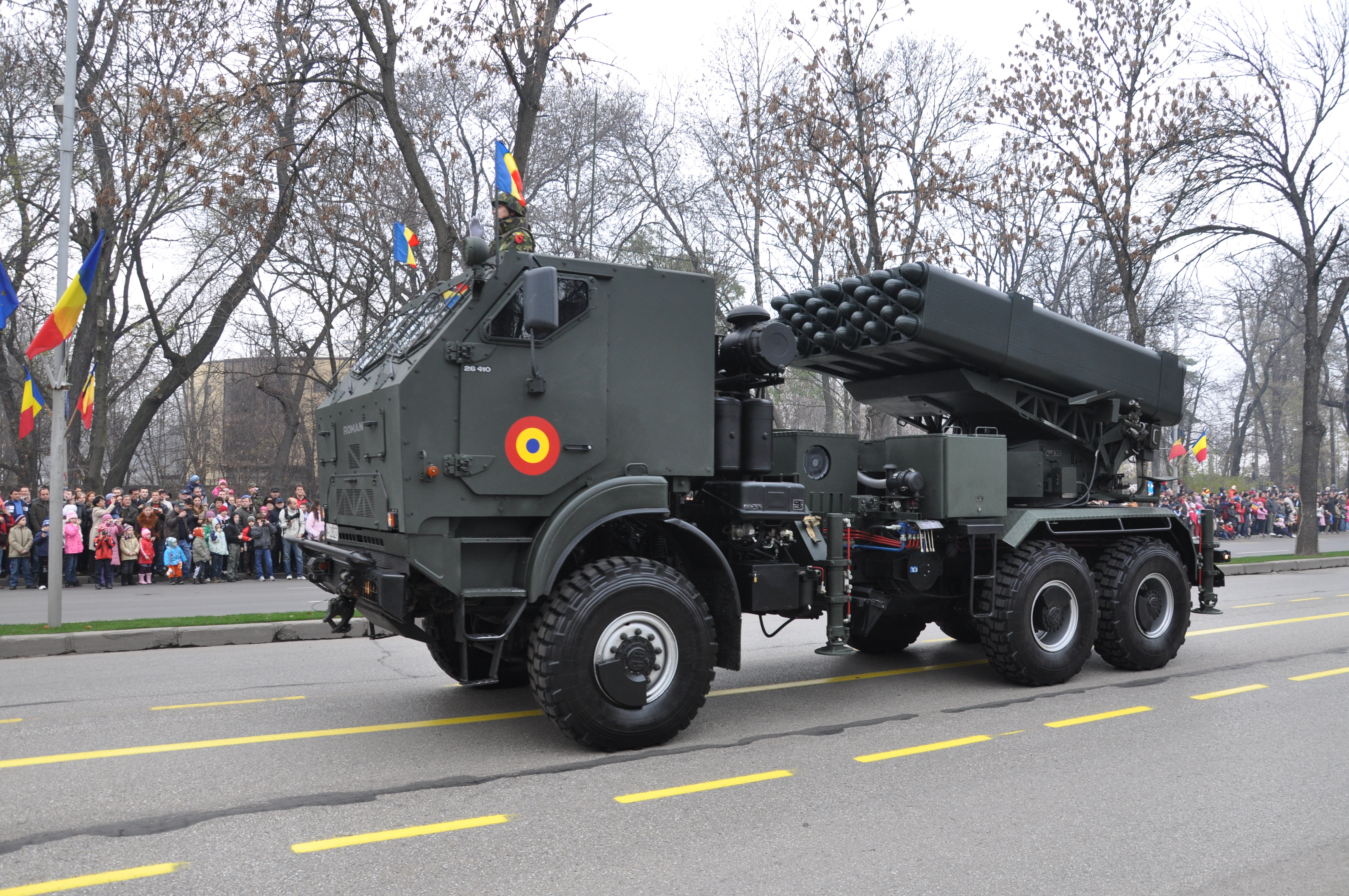
LAROM durant une parade militaire lors de la journée nationale roumaine
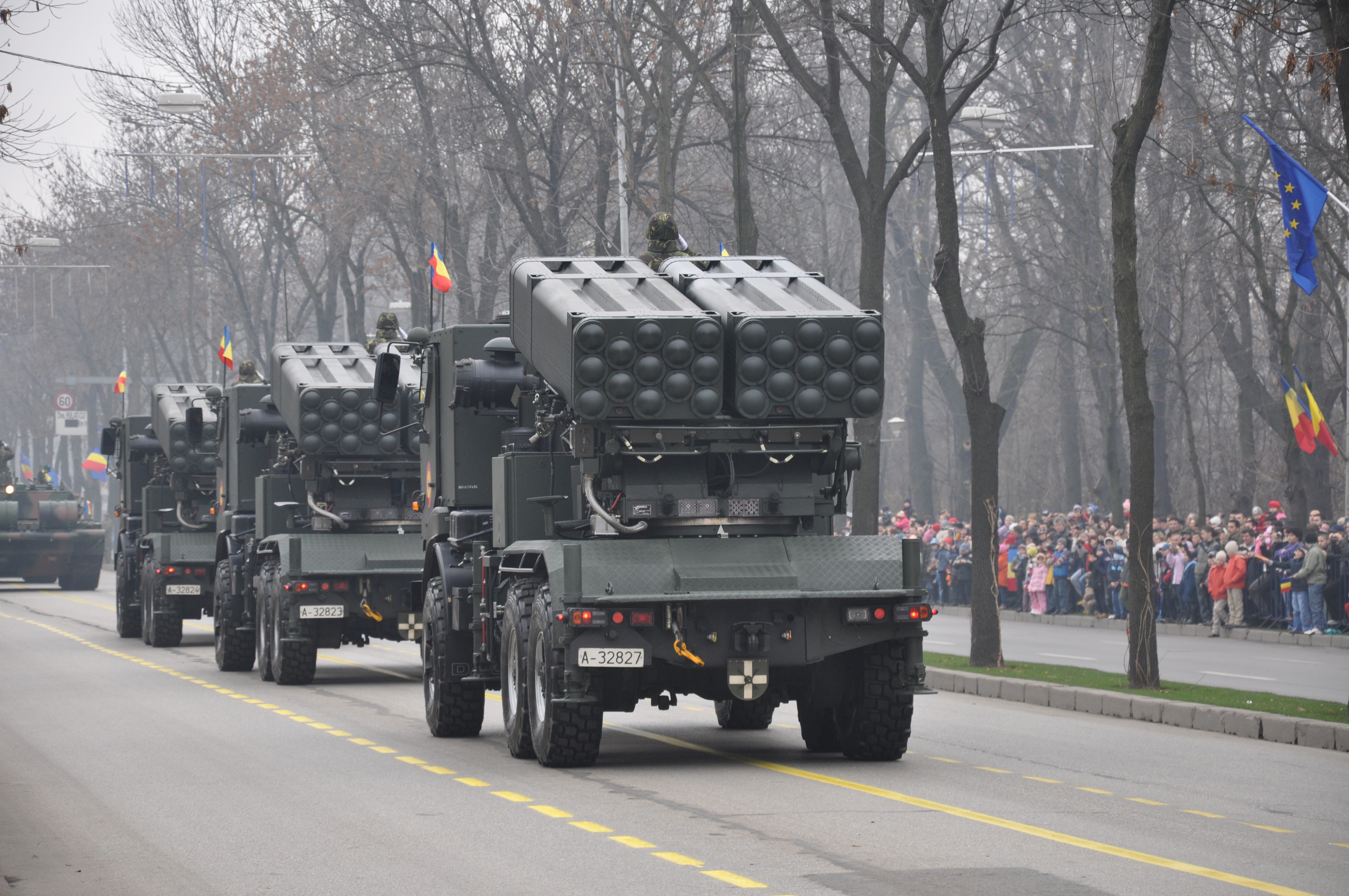
3 LAROM durant une parade militaire lors de la journée nationale roumaine
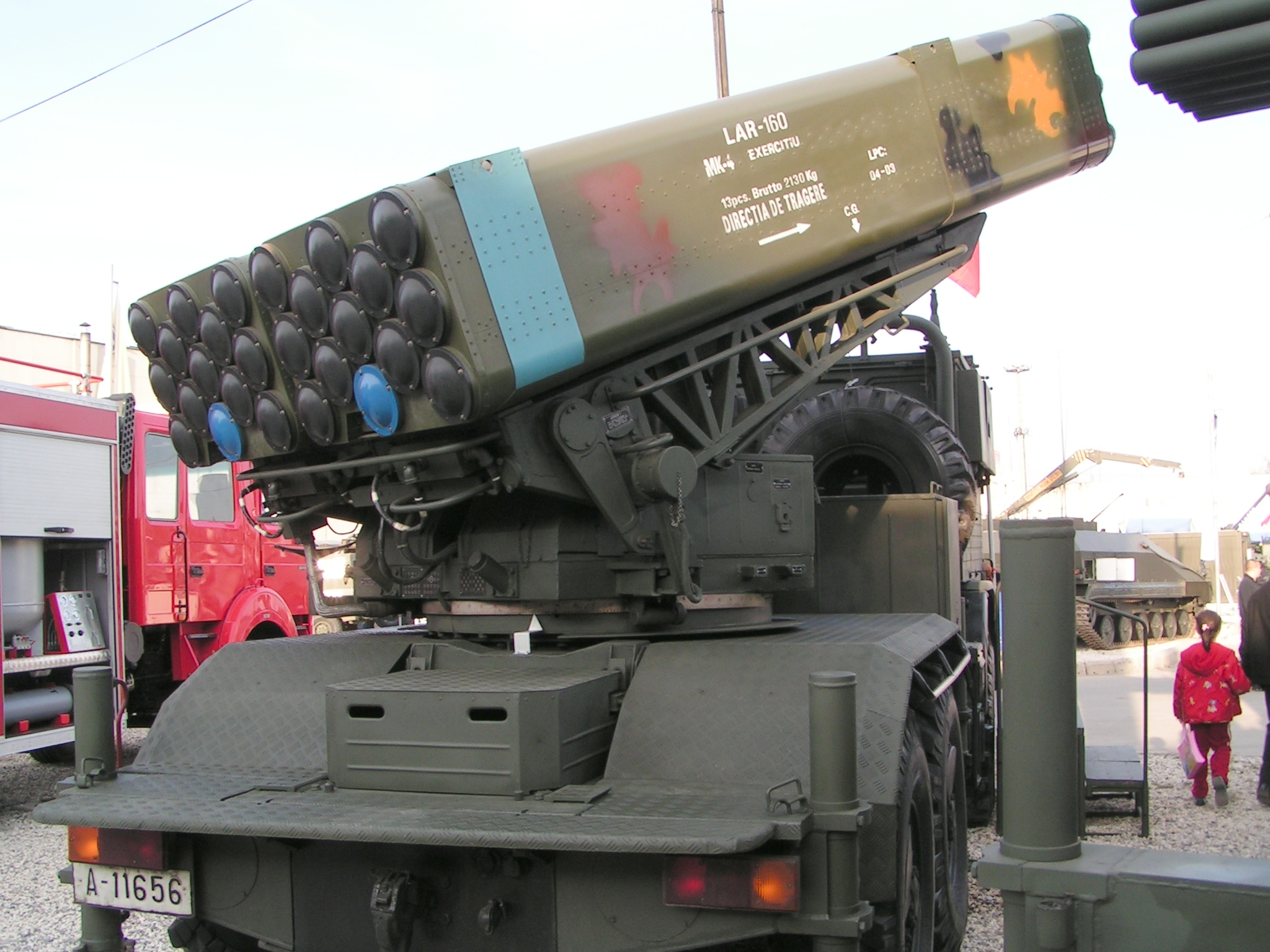
Système LAROM

## Voir également
- BM-21
- RM-70
- M-77 Oganj
- T-122.